# Gnaphalodes trachyderoides
Gnaphalodes trachyderoides är en skalbaggsart som beskrevs av Thomson 1860. Gnaphalodes trachyderoides ingår i släktet Gnaphalodes och familjen långhorningar.
Artens utbredningsområde är:
- Belize.
- Costa Rica.
- Honduras.
- Nicaragua.
- Panama.

Inga underarter finns listade i Catalogue of Life.